# Boma (Gebäude)

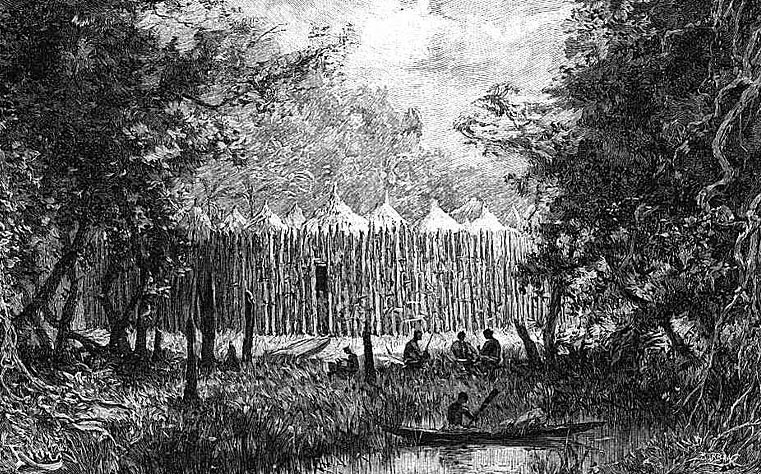
Traditionelle afrikanische Boma

Die Boma von Kilossa in Deutsch-Ostafrika, vor 1910

Boma ist ein Ausdruck der Swahili-Sprache für ein oder mehrere befestigte Gebäude. Auch mit Palisadenwänden gesicherte Orte wurden mit diesem Begriff bezeichnet. Da sich in der Kolonialzeit die Sitze der Verwaltungen und der Polizei in befestigten Gebäuden befanden, wird der Begriff bis heute vielerorts für die derzeitigen – auch unbefestigten – Gebäude der örtlichen Verwaltungssitze verwendet. Das Wort „bomani“ (an der Boma) ist eine häufige Orts- und Straßenbezeichnung in ostafrikanischen Städten.

## Geschichte
Aufgrund der primitiven Bewaffnung der indigenen Bevölkerung (nur Speere sowie Pfeil und Bogen) und der auch nur mit sehr einfachen Schusswaffen ausgerüsteten arabischen Bevölkerung erlebte der Festungsbau erst in der Kolonialzeit eine neue Blüte. Die massiv gemauerten Gebäude mit kleinen Fenstern, die normalerweise rechteckig oder quadratisch ähnlich einem Fort um einen Innenhof (meist mit Brunnen) angelegt waren, ähnelten vom Aufbau her einer mittelalterlichen Burg. Sie verfügten meist über einen Turm (zur Beobachtung), einen Wehrgang, oft mit Zinnen, verschiedene Geschütze (leichte Kanonen oder Maschinengewehre) und nur einen Zugang durch ein schwer gepanzertes Tor.
In der Boma befanden sich die Arbeitsräume der Verwaltungsbeamten eines Gebietes, der Sitz des leitenden Verwaltungsbeamten, die Quartiere von Polizei und militärischen Einheiten, sowie meist auch das jeweilige Gericht. In vielen Fällen wohnten auch die (europäischen) zivilen Verwaltungsbeamten in der Boma. Das Haupttor wurde stets bewacht, der Zugang kontrolliert. Bei Einbruch der Dunkelheit wurde das Tor üblicherweise geschlossen.
Das Prinzip hat sich in militärischer Hinsicht in der Kolonialzeit gut bewährt. Während der Aufstände der indigenen Bevölkerung in den Kolonien konnte keine Boma im Kampf gestürmt werden, die von der planmäßigen Besatzung verteidigt wurde. Hierbei kamen den Verteidigern außer der ungeeigneten Bewaffnung der Angreifer und dem Fehlen von Belagerungswerkzeugen auch das Fehlen einer wirksamen Panzerung (nur Holz- oder Lederschilde) zugute, sodass beispielsweise während des Maji-Maji-Aufstandes in Deutsch-Ostafrika etwa 10.000 afrikanische Rebellen bei den Versuchen der Erstürmung der deutschen Forts getötet wurden, bei minimalen Verlusten der Verteidiger.

## Sonstiges
Nach der Bezeichnung der kolonialzeitlichen Verwaltungsgebäude werden in Malawi und Nachbarländern im südlichen Afrika Musik- und Tanzgruppen, die britische Militärmusikkapellen nachahmen, boma genannt. Malipenga Boma in Malawi ist eine Ensembleformation mit mehreren Kalebassen-Mirlitonen, die europäische Trompeten ersetzen, Trommeln, Gesangsstimmen und Tänzern.